# Établissement rural de Verkh-Ouïmon
L'établissement rural de Verkh-Ouïmon (en russe : Верх-Уймонское се́льское поселе́ние, en altaï méridional : Ӱстӱги-Оймонныҥ јурт јеезези) est une entité municipale russe du raïon d'Oust-Koksa dans la république de l'Altaï. Son centre administratif est le village de Verkh-Ouïmon, et sa population s'élevait à 2 171 habitants en 2023.

## Géographie
L'établissement rural se situe dans le raïon d'Oust-Koksa, un des dix raïons de la république de l'Altaï, en Sibérie. Il est un des neuf établissements ruraux du raïon d'Oust-Koksa. Son centre administratif est le village de Verkh-Ouïmon,.

## Histoire et statut
À l'époque soviétique, l'établissement rural était un conseil de village (selsoviet). Mais en 1995, le conseil de village a été transformé en administration rurale. Le 13 janvier 2005, à la suite de la réforme municipale, l'administration rurale a été transformée en établissement rural.

## Population
Recensements (*) et estimations de la population,:
| 2010* | 2021* | 2023  | - |
| ----- | ----- | ----- | - |
| 2 200 | 2 206 | 2 171 | - |

## Localités
L'établissement rural compte 6 localités.
| Nom        | Nom russe   | Statut    | Population Recensement 2021 |
| ---------- | ----------- | --------- | --------------------------- |
| Gagarka    | Гагарка     | possiolok | 218                         |
| Zamoulta   | Замульта    | possiolok | 240                         |
| Maralnik-1 | Маральник-1 | possiolok | 59                          |
| Moulta     | Мульта      | village   | 721                         |
| Tikhonkaïa | Тихонькая   | village   | 385                         |